# Baie de Palliser
Pour les articles homonymes, voir Palliser.
La baie de Palliser (en anglais : Palliser Bay), est une baie située à l’extrémité sud de l'île du Nord en Nouvelle-Zélande, et au sud-est de sa capitale Wellington. Située au nord du détroit de Cook, elle est large de 40 kilomètres, elle part de Turakirae Head au sud de Rimutaka Ranges et finit au cap Palliser, le point situé le plus au sud de l'île du Nord.
Les terres entourant la baie sont la plaine où prend source la rivière Ruamahanga, qui débouche dans la baie. Cette rivière se déverse également dans le lac Wairarapa, situé à quelque 10 kilomètres de la côte.
La baie de Palliser fut nommée par James Cook en l'honneur de son « cher ami » et ancien officier supérieur, l'amiral de la Royal Navy Sir Hugh Palliser.

## Source
- (en) Cet article est partiellement ou en totalité issu de l’article de Wikipédia en anglais intitulé « Palliser Bay » (voir la liste des auteurs).